# Cuixapa
Cuixapa är en ort i Mexiko.   Den ligger i kommunen Xalatlaco och delstaten Mexiko, i den sydöstra delen av landet, 40 km sydväst om huvudstaden Mexico City. Cuixapa ligger 2 855 meter över havet och antalet invånare är 980.
Terrängen runt Cuixapa är lite bergig, och sluttar brant västerut. Runt Cuixapa är det tätbefolkat, med 356 invånare per kvadratkilometer. Närmaste större samhälle är San Mateo Atenco, 18,3 km nordväst om Cuixapa. Trakten runt Cuixapa består till största delen av jordbruksmark.